# Monomorium laeve
Monomorium laeve är en myrart som beskrevs av Mayr 1876. Monomorium laeve ingår i släktet Monomorium och familjen myror.

## Underarter
Arten delas in i följande underarter:
- M. l. laeve
- M. l. nigrium

## Bildgalleri

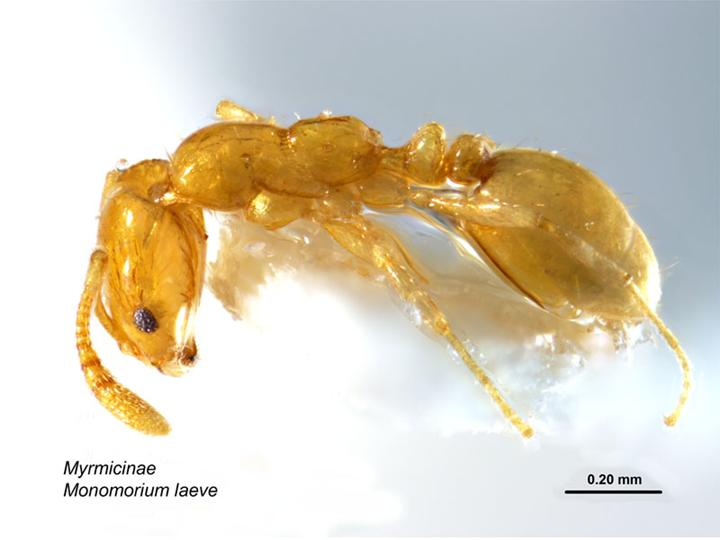